# Coppa del Mondo di short track 2020
La Coppa del Mondo di short track 2020 è iniziata il 1º novembre 2019 a Salt Lake City (Stati Uniti) ed è terminata il 14 febbraio 2020 a Dordrecht (Paesi Bassi). La competizione è stata organizzata dalla ISU.
I detentori della Coppa del Mondo generale erano il coreano Lim Hyo-jun e l'olandese Suzanne Schulting.

## Calendario
| Città          | Impianto                 | Data                           |
| -------------- | ------------------------ | ------------------------------ |
| Salt Lake City | Utah Olympic Oval        | 1-3 novembre 2019              |
| Montreal       | Maurice Richard Arena    | 8-10 novembre 2019             |
| Nagoya         | Nippon Gaishi Arena      | 29 novembre - 1º dicembre 2019 |
| Shangai        | Oriental Sports Center   | 6-8 dicembre 2019              |
| Dresda         | EnergieVerbund Arena     | 7-9 febbraio 2020              |
| Dordrecht      | Sportboulevard Dordrecht | 14-16 febbraio 2020            |

## Risultati

### Uomini

#### Salt Lake City
| Data            | Distanza         | Primo            | Secondo            | Terzo               |
| 2 novembre 2019 | 500 m            | Hwang Dae-heon   | Victor An          | Shaoang Liu         |
| 3 novembre 2019 | 500 m            | Wu Dajing        | Shaolin Sándor Liu | Abzal Azhgaliyev    |
| 3 novembre 2019 | 1000 m           | Hwang Dae-heon   | Victor An          | Park Ji-won         |
| 2 novembre 2019 | 1500 m           | Semën Elistratov | Kim Dong-wook      | Aleksandr Šul'ginov |
| 3 novembre 2019 | Staffetta 5000 m | Russia           | Corea del Sud      | Canada              |

#### Montreal
| Data             | Distanza         | Primo              | Secondo        | Terzo          |
| 10 novembre 2019 | 500 m            | Shaolin Sándor Liu | Hwang Dae-heon | Pavel Sitnikov |
| 9 novembre 2019  | 1000 m           | Hwang Dae-heon     | Steven Dubois  | Han Tianyu     |
| 10 novembre 2019 | 1000 m           | Semën Elistratov   | Park In-wok    | Park Ji-won    |
| 9 novembre 2019  | 1500 m           | Park Ji-won        | An Kai         | Lee June-seo   |
| 10 novembre 2019 | Staffetta 5000 m | Ungheria           | Corea del Sud  | Russia         |

#### Nagoya
| Data             | Distanza         | Primo         | Secondo        | Terzo            |
| 1º dicembre 2019 | 500 m            | Shaoang Liu   | Pavel Sitnikov | Park In-wok      |
| 30 novembre 2019 | 1000 m           | Park Ji-won   | Shaoang Liu    | Semën Elistratov |
| 30 novembre 2019 | 1500 m           | Kim Dong-wook | Park In-wok    | Keita Watanabe   |
| 1º dicembre 2019 | 1500 m           | Park Ji-won   | Lee June-seo   | Ibuki Hayashi    |
| 1º dicembre 2019 | Staffetta 5000 m | Cina          | Corea del Sud  | Russia           |

#### Shangai
| Data            | Distanza         | Primo              | Secondo      | Terzo         |
| 7 dicembre 2019 | 500 m            | Shaolin Sándor Liu | Wu Dajing    | Shaoang Liu   |
| 8 dicembre 2019 | 500 m            | Shaolin Sándor Liu | Lee June-seo | Steven Dubois |
| 8 dicembre 2019 | 1000 m           | Han Tianyu         | Shaoang Liu  | Park Ji-won   |
| 7 dicembre 2019 | 1500 m           | Lee June-seo       | Han Tianyu   | An Kai        |
| 8 dicembre 2019 | Staffetta 5000 m | Russia             | Ungheria     | Corea del Sud |

#### Dresda
| Data            | Distanza         | Primo         | Secondo            | Terzo              |
| 8 febbraio 2020 | 500 m            | Steven Dubois | Shaolin Sándor Liu | Melle van't Wout   |
| 9 febbraio 2020 | 1000 m           | Park Ji-won   | Shaolin Sándor Liu | Kazuki Yoshinaga   |
| 8 febbraio 2020 | 1500 m           | Ren Ziwei     | Sven Roes          | Kim Da-gyeom       |
| 9 febbraio 2020 | 1500 m           | Park Ji-won   | Semën Elistratov   | John-Henry Krueger |
| 9 febbraio 2020 | Staffetta 5000 m | Corea del Sud | Russia             | Paesi Bassi        |

#### Dordrecht
| Data             | Distanza         | Primo        | Secondo       | Terzo            |
| 15 febbraio 2020 | 500 m            | Lee June-seo | Stijn Desmet  | Abzal Azhgaliyev |
| 15 febbraio 2020 | 1000 m           | Kim Da-gyeom | Cedrik Blais  | Itzhak de Laat   |
| 16 febbraio 2020 | 1000 m           | Park Ji-won  | Kim Dong-wook | Steven Dubois    |
| 16 febbraio 2020 | 1500 m           | Park Ji-won  | Lee June-seo  | Ren Ziwei        |
| 16 febbraio 2020 | Staffetta 5000 m | Canada       | Paesi Bassi   | Cina             |

### Donne

#### Salt Lake City
| Data            | Distanza         | Primo             | Secondo           | Terzo            |
| 2 novembre 2019 | 500 m            | Martina Valcepina | Yara van Kerkhof  | Petra Jászapáti  |
| 3 novembre 2019 | 500 m            | Kim Boutin        | Qu Chunyu         | Lara van Ruijven |
| 3 novembre 2019 | 1000 m           | Suzanne Schulting | Han Yutong        | Zhang Chutong    |
| 2 novembre 2019 | 1500 m           | Kim Boutin        | Suzanne Schulting | Han Yutong       |
| 3 novembre 2019 | Staffetta 5000 m | Cina              | Corea del Sud     | Canada           |

#### Montreal
| Data             | Distanza         | Primo      | Secondo              | Terzo                 |
| 10 novembre 2019 | 500 m            | Kim Boutin | Martina Valcepina    | Natalia Maliszewska   |
| 9 novembre 2019  | 1000 m           | Kim Boutin | Seo Whi-min          | Fan Kexin             |
| 10 novembre 2019 | 1000 m           | Han Yutong | Courtney Lee Sarault | Ekaterina Efremenkova |
| 9 novembre 2019  | 1500 m           | Kim Ji-yoo | Noo Do-hee           | Hanne Desmet          |
| 10 novembre 2019 | Staffetta 5000 m | Cina       | Russia               | Canada                |

#### Nagoya
| Data             | Distanza         | Primo             | Secondo              | Terzo           |
| 1º dicembre 2019 | 500 m            | Kim Boutin        | Arianna Fontana      | Kim Ji-yoo      |
| 30 novembre 2019 | 1000 m           | Noh Ah-reum       | Suzanne Schulting    | Kristen Santos  |
| 30 novembre 2019 | 1500 m           | Kim Ji-yoo        | Kim Boutin           | Arianna Fontana |
| 1º dicembre 2019 | 1500 m           | Suzanne Schulting | Courtney Lee Sarault | Han Yutong      |
| 1º dicembre 2019 | Staffetta 5000 m | Italia            | Canada               | Russia          |

#### Shangai
| Data            | Distanza         | Primo             | Secondo           | Terzo                |
| 7 dicembre 2019 | 500 m            | Kim Boutin        | Suzanne Schulting | Martina Valcepina    |
| 8 dicembre 2019 | 500 m            | Fan Kexin         | Yara van Kerkhof  | Qu Chunyu            |
| 8 dicembre 2019 | 1000 m           | Suzanne Schulting | Seo Whi-min       | Kim Boutin           |
| 7 dicembre 2019 | 1500 m           | Kim A-lang        | Choi Min-jeong    | Courtney Lee Sarault |
| 8 dicembre 2019 | Staffetta 5000 m | Canada            | Paesi Bassi       | Stati Uniti          |

#### Dresda
| Data            | Distanza         | Primo             | Secondo              | Terzo                |
| 8 febbraio 2020 | 500 m            | Kim Boutin        | Qu Chunyu            | Lara van Ruijven     |
| 9 febbraio 2020 | 1000 m           | Kim Ji-yoo        | Courtney Lee Sarault | Suzanne Schulting    |
| 8 febbraio 2020 | 1500 m           | Choi Min-jeong    | Noh Ah-reum          | Han Yutong           |
| 9 febbraio 2020 | 1500 m           | Suzanne Schulting | Sof'ja Prosimova     | Tifany Huot-Marchand |
| 9 febbraio 2020 | Staffetta 5000 m | Paesi Bassi       | Cina                 | Giappone             |

#### Dordrecht
| Data             | Distanza         | Primo             | Secondo          | Terzo               |
| 15 febbraio 2020 | 500 m            | Lara van Ruijven  | Yara van Kerkhof | Kamila Stormowska   |
| 15 febbraio 2020 | 1000 m           | Lee Yu-bin        | Zhang Chutong    | Natalia Maliszewska |
| 16 febbraio 2020 | 1000 m           | Kim Ji-yoo        | Han Yutong       | Sof'ja Prosimova    |
| 16 febbraio 2020 | 1500 m           | Suzanne Schulting | Kim Ji-yoo       | Noh Ah-reum         |
| 16 febbraio 2020 | Staffetta 5000 m | Paesi Bassi       | Canada           | Corea del Sud       |

### Misto
| Sede           | Data             | Distanza | Primo         | Secondo       | Terzo         |
| Salt Lake City | 2 novembre 2019  | 2000 m   | Russia        | Cina          | Corea del Sud |
| Montreal       | 9 novembre 2019  | 2000 m   | Cina          | Russia        | Corea del Sud |
| Nagoya         | 30 novembre 2019 | 2000 m   | Corea del Sud | Russia        | Paesi Bassi   |
| Shangai        | 7 dicembre 2019  | 2000 m   | Paesi Bassi   | Russia        | Giappone      |
| Dresda         | 8 febbraio 2020  | 2000 m   | Ungheria      | Russia        | Francia       |
| Dordrecht      | 15 febbraio 2020 | 2000 m   | Cina          | Corea del Sud | Giappone      |

## Classifiche

### Uomini

#### 500 metri
| Pos. | Nome               | Nazione       | Punti  |
| ---- | ------------------ | ------------- | ------ |
| 1    | Shaolin Sándor Liu | Ungheria      | 50.096 |
| 2    | Wu Daijing         | Cina          | 32.171 |
| 3    | Abzal Azhgaliyev   | Kazakistan    | 24.664 |
| 4    | Lee June-seo       | Corea del Sud | 23.774 |
| 5    | Pavel Sitnikov     | Russia        | 23.319 |

#### 1000 metri
| Pos. | Nome             | Nazione       | Punti  |
| ---- | ---------------- | ------------- | ------ |
| 1    | Park Ji-won      | Corea del Sud | 49.200 |
| 2    | Han Tianyu       | Cina          | 29.752 |
| 3    | Semën Elistratov | Russia        | 25.451 |
| 4    | Hwang Dae-heon   | Corea del Sud | 21.522 |
| 5    | Steven Dubois    | Canada        | 19.612 |

#### 1500 metri
| Pos. | Nome             | Nazione       | Punti  |
| ---- | ---------------- | ------------- | ------ |
| 1    | Park Ji-won      | Corea del Sud | 42.621 |
| 2    | Lee June-seo     | Corea del Sud | 37.642 |
| 3    | An Kai           | Cina          | 27.580 |
| 4    | Kim Dong-wook    | Corea del Sud | 27.216 |
| 5    | Semën Elistratov | Russia        | 24.815 |

#### Staffetta 5000 metri
| Pos. | Nazione       | Punti  |
| ---- | ------------- | ------ |
| 1.   | Russia        | 34.400 |
| 2.   | Corea del Sud | 34.000 |
| 3.   | Cina          | 26.640 |
| 4.   | Ungheria      | 25.373 |
| 5.   | Paesi Bassi   | 24.640 |

### Donne

#### 500 metri
| Pos. | Nome              | Nazione     | Punti  |
| ---- | ----------------- | ----------- | ------ |
| 1    | Kim Boutin        | Cina        | 50.000 |
| 2    | Martina Valcepina | Italia      | 38.736 |
| 3    | Yara van Kerkhof  | Paesi Bassi | 34.289 |
| 4    | Qu Chunuy         | Cina        | 34.074 |
| 5    | Lara van Rujiven  | Paesi Bassi | 29.248 |

#### 1000 metri
| Pos. | Nome              | Nazione       | Punti  |
| ---- | ----------------- | ------------- | ------ |
| 1    | Suzanne Schulting | Paesi Bassi   | 39.355 |
| 2    | Han Yutong        | Cina          | 31.120 |
| 3    | Seo Whi-min       | Corea del Sud | 24.447 |
| 4    | Kim Ji-yoo        | Corea del Sud | 23.227 |
| 5    | Sof'ja Prosimova  | Russia        | 21.271 |

#### 1500 metri
| Pos. | Nome              | Nazione       | Punti  |
| ---- | ----------------- | ------------- | ------ |
| 1    | Suzanne Schulting | Paesi Bassi   | 38.000 |
| 2    | Kim Ji-yoo        | Corea del Sud | 30.621 |
| 3    | Han Yutong        | Cina          | 29.031 |
| 4    | Choi Min-jeong    | Corea del Sud | 22.744 |
| 5    | Kim Boutin        | Canada        | 20.621 |

#### Staffetta 3000 metri
| Pos. | Nazione       | Punti  |
| ---- | ------------- | ------ |
| 1    | Paesi Bassi   | 33.120 |
| 2    | Canada        | 32.420 |
| 3    | Cina          | 31.277 |
| 4    | Corea del Sud | 24.640 |
| 5    | Russia        | 23.616 |

### Misto

#### Staffetta 2000 metri
| Pos. | Nazione       | Punti  |
| ---- | ------------- | ------ |
| 1    | Russia        | 34.000 |
| 2    | Cina          | 33.120 |
| 3    | Corea del Sud | 30.800 |
| 4    | Paesi Bassi   | 26.640 |
| 5    | Giappone      | 17.869 |